# 交通银行青岛分行旧址
36°04′06.7″N 120°18′49.3″E / 36.068528°N 120.313694°E
交通银行青岛分行旧址位于中华人民共和国山东省青岛市市南区中山路93号，为交通银行在青分支机构旧址，建于1929－1931年，设计者为建筑师庄俊，上海申泰记营造厂承造，现为中国建设银行青岛中山路支行，为山东省文物保护单位青岛中山路近代建筑的一部分。

## 历史
1923年7月5日，交通银行成立青岛支行，最初位于中山路21号，为二等支行，1925年改为一等支行。该行除办理存、放、汇一般业务外，还发行兑换券，经理胶济铁路、青岛邮局等款项收付。1928年总行迁至上海后，青岛支行直属总行，下辖青岛东镇六等支行和潍县五等支行。1929年7月，该行与中国银行等中资银行停止使用胶平银进行兑换交易，改用银元，以摆脱横滨正金银行通过垄断胶平银价格对青岛金融贸易的控制。
1929年，交通银行将中山路的一栋建于德占时期的二层商业楼拆除，以建设新楼，1929年7月动工，1931年3月16日落成。大楼由建筑师庄俊设计，申泰记营造厂承建，建设及设备装修费用总计22万元。1934年的《中国建筑》第2卷第3期曾有《青岛交通银行建筑始末记》记载该楼建造状况。建成后部分房间用于出租，青岛1930年代最重要的建筑事务所——青岛联益建筑华行曾在大楼内租房办公。1935年7月1日，交通银行青岛一等支行升格为三等分行，统辖山东省内交行各分支机构，成为交行在山东的货币发行和资金调拨中心。1936年底，该行存款达673万元，放款476万元，在青岛各银行中仅次于中国银行青岛分行。
1938年1月日军占领青岛后，该行被日军查封，后被强令复业。1941年7月，山东交行与中行一并被勒令停业，9月复业，同年太平洋战争爆发后又被接管。日本投降后，交行青岛分行于1946年1月14日复业，同年3月4日恢复东镇办事处，1947年4月12日在中纺六厂内建立沧口办事处。1949年6月，该行由中国人民解放军青岛军事管制委员会金融部接管，经整顿改组为支行，行址仍在中山路93号。此后先后由政府指定清理和管理公私合营企业中的公股公产、办理工矿交通事业长期信用业务、办理中央基建拨款和固定资产投资业务等。1951年3月，青岛支行迁往济南组建交通银行山东支行，另设青岛支行，1953年被定位甲等支行。1954年10月，交通银行青岛支行改建为中国人民建设银行青岛支行，由其接办基本建设拨款业务。
该楼此后由建设银行沿用，1965年后曾为山东省外贸局办公地点，现为中国建设银行青岛中山路支行。2000年，该建筑列入第一批青岛市历史优秀建筑名单。2006年12月7日，该建筑成为第三批山东省文物保护单位青岛中山路近代建筑的一部分。

## 建筑特色
交通银行青岛分行大楼位于中山路东侧，占地面积1366.67平方米，建筑面积3814.76平方米，平面近似矩形，钢筋混凝土结构，地上4层，下设半地下室，平屋顶。其正立面向西，花岗岩贴面外墙，纵向划分为三段。中段整体外凸，为三层通高的门廊，以4根高11米的科林斯圆柱与两侧2根方形壁柱支撑起过梁和宽大的檐壁，上方以带有齿状线脚的檐口收尾。门廊前方展开8级台阶，直达位于中轴线处的主入口。檐口以上为内游廊，以4对较小的多立克圆柱支撑，与下方廊柱相呼应，衬托出科林斯立柱的宏伟。顶部中央起山花，形成立面构图的最高点。左右两段为实墙面，配以横向装饰线条，一、二层窗户处理为整体，顶部为圆拱，三层开方窗，下方设椭圆形雕花窗台。
初建时，楼内仅一、二层和地下室由银行使用，三、四层分别为9间用以出租的办公室，通过北翼一处独立的楼梯间进出。一层中央为宽大的营业大厅，双层通高，高约8米，面积200余平方米，内部装饰精美气派，地面、壁炉、楼梯、方柱等均以大理石镶铺。二层为会计室、会议室、待客室等，半地下室为锅炉房及库房。楼内水电及暖气设备采用祝礼德洋行的进口设备，电梯由沃的斯电梯公司安装，家具聘请美艺公司设计，采用新式图样。
大楼整体采用新古典主义风格，其庞大的体量与壮丽的立面使其在中山路一带格外引人注目，整体规制严谨、比例协调，立面风格庄重典雅，又蕴含细部的精心设计，为同时期青岛银行建筑的精品之作。建筑师庄俊擅长新古典主义建筑设计，在上海、漢口、济南等地留下了诸多建筑作品。1933年《中国建筑》第1卷第4期的《对于上海金城银行之我见》对庄俊的作品有如此评价：“盖古典派建筑，如中国之骈体文，稍有离题，即画虎类犬，且其雕塑、柱头、花线等，均足以耗金费时，故建筑家多有避之者。庄建筑师不避繁难，是其勇敢处，不惮物议，是其果决处，均非常人所能及。”

## 图集
- 建成之初的交通银行青岛分行
- 1950年代的中山路，中央为交通银行大楼
- 交通银行青岛分行旧址，2005年11月
- 交通银行青岛分行旧址正立面，2021年6月